# إيميلي روتشيفورت
إيميلي روتشيفورت (باليابانية: エミリ・ロシュフォール، بالروماجي: Emiri Roshufōru)، المعروفة باسم ليلي (باليابانية: リリ، بالروماجي: Riri)، فتاة من موناكو، والابنة الوحيدة لملياردير مناهض للنفط. تسكن ليلي في قصر فاخر بين المدن مع والدها وخادمها، سيباستيان. في عمر الثانية عشرة، ناضلت ليلي لتحرير نفسها من مجموعة من المختطفين، وهزمت بشكل غير متوقع أحد خاطفيها. في تلك اللحظة، أدركت أولاً شرف الانتصار على منافسيها.
تريد ليلي فقط إرضاء والدها، لكنها تعلم بأنه يكره القتال لأنه يريد ابنته أن تكون امرأة أنيقة وشريفة وألا تكون قاطعة طريق. مضطربة بسبب حالتها، قالت ليلي في نفسها «أنا لا أريد أن يكون والدها محبطاً معي... لكني أريد القتال أيضاً». رغبتها في القتال لم يُتمكن من السيطرة عليها، ولهذا السبب، استخدمت طائرة عائلتها النفاثة لتسافر من أجل أخذ دور في بطولات قتال الشوارع، التي استمتعت بها للغاية. قامت ليلي بفعل ذلك بمظهر إجازة من وطنها.
في أحد الأيام، بعد هزيمتها لمنافس في سان فرانسيسكو، نالت ليلي دعوة إلى بطولة ملك القبضة الحديدية 5. لاحظت ليلي أن منظم البطولة، ميشيما زايباتسو، قد تسببت في مشاكل مع والدها في السابق. مع افتراض أن ميشيما زايباتسو ستكون شيئاً ثميناً ونافعاً لوالدها، تحمست ليلي لأخذ دورها في البطولة وتفوز بها لوضع نهاية لمشاكل عمل والدها.
شاركت ليلي في بطولة ملك القبضة الحديدية 5 بدون إخبار والدها. لكن فرصة فوزها بالبطولة تدمرت على يدي أسكا كازاما. والأسوأ من ذلك، أن والدها علم بمشاركتها في البطولة، وكعقاب لها، قام والدها بمنعها من مغادرة المنزل حتى أشعار آخر. محبطاً فرصها في إعادة نزالها مع أسكا. في وقت ما لاحقاً، استولت مجموعة ميشيما المالية على حقول النفط التي يمتلكها والدها. صارت مؤسسات روتشيفورت في حالة من الفوضى، وانهار والد ليلي (الذي أجبر على التعامل مع الوضع) بسبب الإرهاق الشديد.
ليلي التي كانت قلقة بشأن والدها، اعتقدت بأنها إن استطاعت استعادة حقول نفط والدها بطريقة ما من مجموعة ميشيما المالية، فإنها سوف تزيل قلق والدها بلا شك. حين كانت تفكر بعمق في كيفية التصرف الأفضل، أعلنت مجموعة ميشيما المالية افتتاح بطولة ملك القبضة الحديدية 6. معتقدة بأن البطولة ستكون فرصتها الكبرى، شاركت ليلي في البطولة من أجل والدها.
ماركو ديمآنو من «اللاعب الوحيد» أشاد بكون مهارات ليلي «رشيقة وسلسة ومشاهدتها ممتعة». قال أيضاً بأن خصومتها مع أسكا كازاما «ببساطة واحدة من الأمور الممتعة جداً». جيمس مييلكي من 1أب.كوم، قال بأن ليلي رائعة، وأشاد بهجماتها السريعة. في مراجعة غيم دايلي لتيكن 5: دارك ريزوركشن، علي كل حال، ذكر أن ليلي لديها تحركات قوية مقارنة مع الإناث الأخرى ات من تيكن، وأنها تشعر وكأنه قد تمت إعادة صياغتها، لكنها لا تزال ذات طابع لائق.

## وصلات خارجية
- تيكن ويكي
- تيكنبيديا الإنجليزية